# 博多南線
博多南線（はかたみなみせん）は、福岡県福岡市の博多駅から福岡県春日市の博多南駅までを結ぶ西日本旅客鉄道（JR西日本）の鉄道路線（幹線）である。全線が福岡近郊区間に含まれる。

## 概要
山陽新幹線の博多駅から南に9.2 kmの所にある車両基地（博多総合車両所）までの回送線を旅客線化した路線である。
新幹線用の設備を使用し、新幹線車両を使用するが、最高速度は120 km/hで「全国新幹線鉄道整備法」の定義から外れるためJR西日本では「新幹線鉄道」ではなく「普通鉄道」として当時の運輸省（現在の国土交通省）に認可を申請した経緯から「在来線」としている。一方、施設そのものは新幹線の構造物であるため新幹線特例法の対象となっているほか、当路線の列車を運転するのに必要な動力車操縦者運転免許の種類は「新幹線電気車」であり、在来線電車の「甲種電気車」免許では運転できない。
博多南線と同様に、新幹線用設備を使用するものの旅客営業上は在来線として運行する路線には、東日本旅客鉄道（JR東日本）の上越新幹線から分岐し、上越線の支線として扱われる越後湯沢駅 - ガーラ湯沢駅間がある。
博多駅 - 博多南駅・博多総合車両所間のキロポストは、博多総合車両所への回送線用の東京基点のものと、博多南線用の博多基点のものとの、2種類が設置されている。
なお、博多南駅ホームは、博多総合車両所内の構内車両基地の西端の線路に単式1線で設置されており、車両所下り方への入換も可能になっている。
保安装置はアナログATC-1から、2017年2月19日に山陽新幹線と同時にATC-NSへ更新された。なお、九州新幹線部分（博総分岐以南）は、開業当初からKS-ATCである。
JR本州3社（西日本・東海・東日本）の在来線で唯一、全線が本州に存在しない路線である。また、JR西日本の在来線で唯一の全線が交流電化の路線である。

## 歴史
車両基地が建設された那珂川市（建設当時は那珂川町）は次第に市街化してゆき、発展した。しかし1975年の開業当時、この地域は福岡市中心部への交通アクセスが悪く、西鉄バスでは1時間近く要するため、地元住民から「回送線に乗せて欲しい」との要望が山陽新幹線を運営していた日本国有鉄道（国鉄）に寄せられるようになった。
しかし、国鉄改革時に「九州内の在来線はJR九州が経営する」という取り決めがあったため、その整合性が問題となり、JR側と地元住民との間での調整は難航した。最終的に「線路の保有と列車の運行・管理はJR西日本、博多南駅の営業業務はJR九州に委託する」ということで決着し、1990年（平成2年）に開業するに至った。博多駅から博多総合車両所までの区間は回送線であるため、JR西日本は新たに第一種鉄道事業免許を取得した。
博多南線の開業により、博多南駅周辺から福岡市中心部への所要時間は、車では1時間ほどかかっていたものが10分程度へと大幅に短縮されて利便性が向上した。その後、博多総合車両所周辺は急速に宅地化が進んでいる。
なお、2010年（平成22年）4月1日から博多南駅の営業業務はJR西日本の直営となり、みどりの窓口が設置された。

### 九州新幹線との設備共用問題
2011年（平成23年）3月12日に全線開業した九州旅客鉄道（JR九州）の九州新幹線鹿児島ルートは、博多南線 8.5 km のうちほとんどの区間（約8.2 km）を九州新幹線の本線として使用するため、開業前には「博多南線の運行本数が大幅に減らされるのではないか」などと懸念する声が出て、福岡都市圏広域行政推進協議会から麻生渡福岡県知事へ「博多南線の存続並びに利便性の維持向上に向けて」積極的に働きかけるよう提言書が出された。これに対しJR西日本は2010年9月時点で「住民のライフラインとして定着している路線。利便性維持に可能な限り努力していきたい」と述べ、九州新幹線全線開業時のダイヤ改正では休日朝の上りが2本削減されたのを除き、運行本数は据え置かれた。
なお、九州新幹線の列車も、博多南線との共用区間では120 km/hの速度制限がかかる。

### 年表
- 1975年（昭和50年）3月10日：日本国有鉄道（国鉄）山陽新幹線の博多駅が開業し、車両基地のある博多総合車両所への回送線として開設。
- 1987年（昭和62年）4月1日：国鉄分割民営化に伴い、山陽新幹線が西日本旅客鉄道（JR西日本）の管轄となる[12]。
- 1989年（平成元年）
  - 11月：博多 - 博多南間の第一種鉄道事業免許申請[13]。
  - 12月：博多 - 博多南間の第一種鉄道事業免許取得[13]。
- 1990年（平成2年）
  - 1月：工事施工認可[13]。
  - 4月1日：博多南線として旅客営業開始[1]。博多南駅が開業[1]。
  - 12月3日：博多南線の利用客が100万人に達する[14]。
- 2011年（平成23年）3月12日：九州新幹線博多 - 新八代間が開業し、博多駅と博多総合車両所分岐点の間が、九州新幹線との共用区間となる。
- 2012年（平成24年）3月17日：ダイヤ改正で、100系の営業運転終了に伴い全列車を8両編成とする[15]。
- 2023年（令和5年）4月1日：特急料金を130円に改定[16]。

## 運行形態
九州新幹線との線路共用部分は、博多駅から博多総合車両所（および博多南駅）の北方分岐までに限られる。また、九州新幹線上には博多南駅は存在しない。よって、九州新幹線を含む他の新幹線との乗換駅は博多駅となる。
朝の上りは1時間あたり2 - 4本、夕方以降の下り列車は1時間あたり2 - 3本、それ以外の時間・方向は1時間あたり1本の頻度となっており、通勤・通学に合わせたダイヤとなっている。回送線という性格上、朝の上りと夜の下りに本数が集中する一方、逆方向にあたる朝の下り初列車は7時台と遅く、夜の上り終列車は22時台と早い。他の新幹線と同じく0時から朝6時までは運行されない。
博多南線は在来線の扱いであるが、新幹線用の運行設備・車両での運行のため、全列車特急列車扱いである。しかしJRグループの特急列車では唯一、列車名の設定がない。博多駅の電光掲示板（発車標）では「741号」のように号数のみが表示され、列車の行き先表示には「博多」もしくは「博多南」のみ表示される。また、全列車特急列車であるため種別の案内もない。
博多南駅行きの列車に対しては、博多駅ホームの自動放送では「小倉・広島・新鳥栖・熊本方面には行きませんのでご注意下さい」と注意喚起がなされている。

### 山陽・九州新幹線との直通運転
乗換案内サイトにおける博多南駅の時刻表は、全ての上り列車が「特急 博多行」であると記載されているが、実際に博多駅で折り返す列車は数本程度であり、ほとんどの列車が山陽新幹線との直通運転を行っている。そのため、博多南駅構内の時刻表では山陽新幹線内の行先が表記されているほか、博多南駅のホームに入線した時点で山陽新幹線内の種別・行先表示がなされている場合がある。一方、山陽新幹線から博多南線に直通する列車は、山陽新幹線区間では原則として「こだま 博多行」として運転され、博多駅にて「博多南行き」に行先変更がなされるが、小倉駅の一部の発車標では「こだま 博多南行」という案内がなされる。
直通列車はすべて山陽新幹線内で「こだま」として運行されるが、2006年3月18日のダイヤ改正から2023年3月18日のダイヤ改正までは、山陽新幹線内で「ひかりレールスター」として運行する列車、2012年3月17日のダイヤ改正から2023年3月18日のダイヤ改正まで九州新幹線内完結列車からの折り返しとなる列車も存在した。直通列車は厳密には山陽新幹線内と博多南線内で別列車扱いとなるものの、博多南線・山陽新幹線ともに共通の列車番号となっている。但し山陽新幹線内で「ひかりレールスター」として運行する列車、および九州新幹線からの折り返しとなる列車は、博多南線内においては別の列車番号が付与されていた。

## 使用車両
開業以来、基本的には一貫して山陽新幹線専用の短編成の車両・編成が使用されている。ただし、2011年3月12日に九州新幹線が全通して以降、ごく一部の列車には山陽・九州新幹線直通用のN700系（JR九州所属車を含む）も使用されている。車両の配置はJR西日本博多総合車両所であるが、N700系のうちJR九州所属車の配置はJR九州熊本総合車両所である。
博多南線内では開業当初から全車両禁煙（喫煙ルームを含む）となっている。
過去には4両編成や6両編成も運行されていたが、これらの編成が存在した0系や100系の引退により、現在は8両編成で統一されている。博多南駅のホーム有効長が8両分しかなく16両編成は運用できないため、東海旅客鉄道（JR東海）所属車両が使用されることはない。また九州新幹線専用である800系も使用されたことはない。

### 現在の使用車両
- 500系8両編成（V編成） - かつて東京-博多間の「のぞみ」に充当されていたが、N700系N編成に代替されたため「こだま」用として8両編成（全車普通車）に組み替えられた車両が2008年12月1日より使用されている。
- 700系8両編成（E編成） - 「ひかりレールスター」用編成が使用される。博多南線では「ひかりレールスター」として直通する列車も含め全列車とも個室は利用できなかったが、2020年8月17日から平日の一部列車で扉開放を前提として個室利用が可能になった[18][19]。
- N700系8両編成（S編成・R編成） - 山陽・九州新幹線用編成。2011年3月12日の鹿児島ルート全通に伴い上り1本が、同年8月31日より下り1本がN700系による運行となった。その後、ダイヤ改正により運用本数が変動している。半室グリーン車がありグリーン料金を支払うことでグリーン車も利用可能。

大半の列車は500系・700系が使用されており、ごく一部にN700系を使用する列車がある。

### 過去の使用車両
- 0系 - 本路線の開業当初から2008年まで使用されていた車両。当初は6両編成のR編成のみであったが、1997年3月からは4両編成のQ編成も導入された。Q編成は2001年9月30日、R編成は2008年11月30日限りで定期運用から離脱した。
- 100系 - 0系の代替として旧「グランドひかり」用の100系V編成を短編成化したもの。4両編成のP編成は2000年10月から、6両編成のK編成は2002年2月から使用開始。P編成は2011年3月11日限りで、K編成は2012年3月14日限りで定期運用離脱。P編成が運用離脱したことで4両編成が消滅したのち[11]K編成の運用離脱により6両編成が消滅し、全列車が8両編成に統一された。

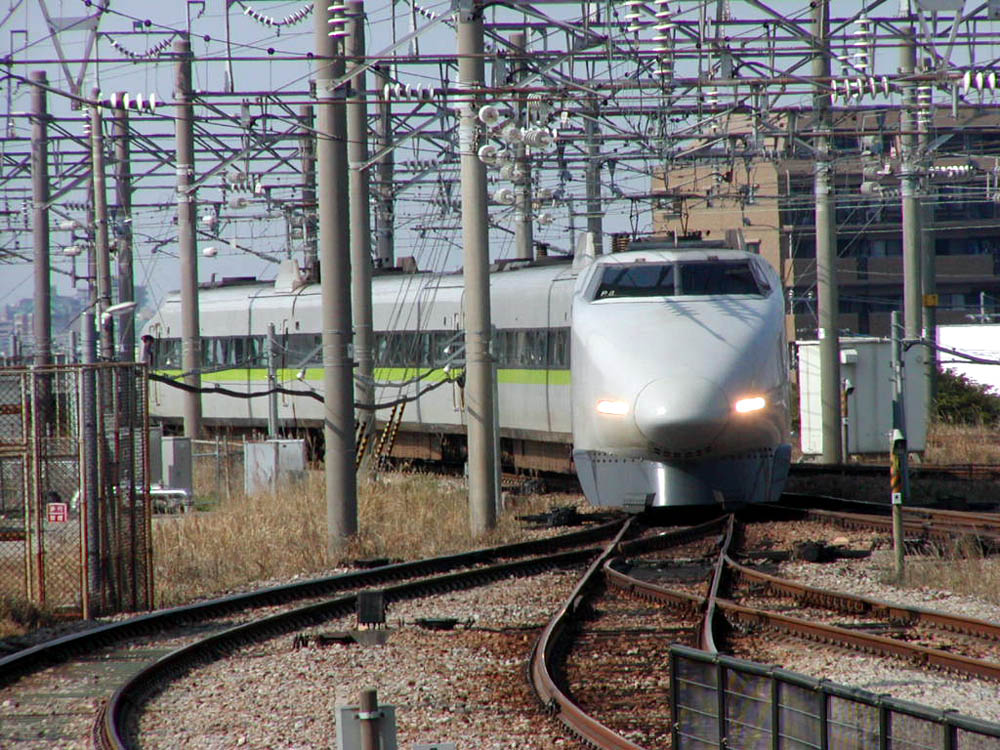
博多南駅に到着する100系
（2006年3月26日）

## 運賃・料金制度

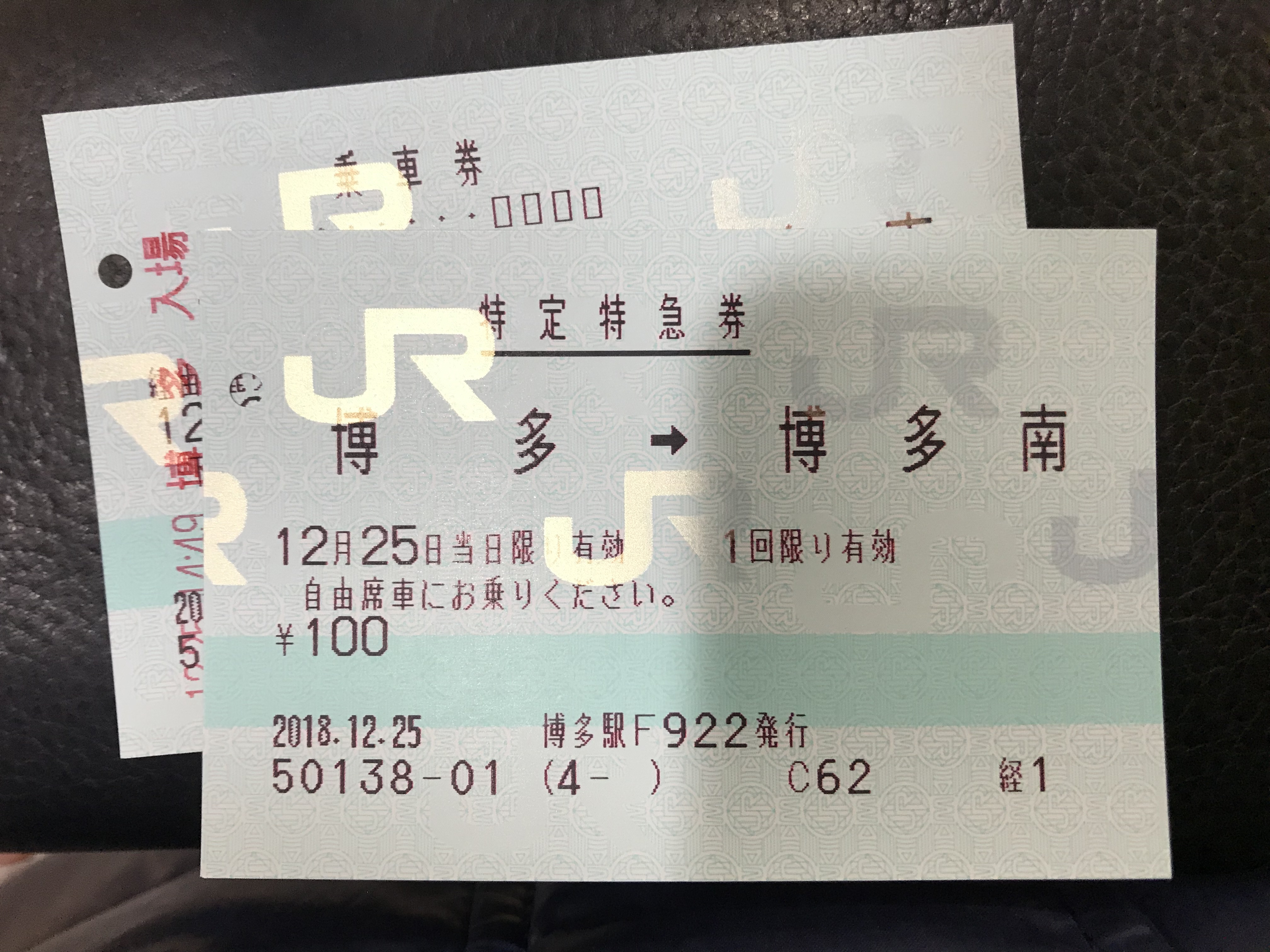
100円の博多 - 博多南間片道特定特急券

博多南線は前述の通り、全列車が新幹線用車両により運行される在来線であるため、運賃・料金制度上、他路線とは異なる特殊な取り扱いを行っている。
博多南線で運行される列車は全て特急列車扱いであるが、通勤・通学客の利用を想定し、特定特急料金は130円（2023年3月末までは100円）と安価に設定され、運賃（200円）込みで全区間片道330円となっている。その一方、石勝線や奥羽本線の一部区間のような特急料金不要の特例は適用されないため、「青春18きっぷ」など普通列車しか利用できない特別企画乗車券での乗車はできない。
博多駅で他のJR線と乗り継ぐ場合、運賃は通算されるが、特急料金については、山陽新幹線から直通運行する列車を利用したり、改札を出ずに山陽・九州新幹線と乗り継いだりする場合でも、通算されず別途必要となる。N700系のグリーン車を除き、山陽新幹線内で指定席となる車両も含め全車両・全席が自由席扱いとなる。
博多南駅ではICカード乗車券（ICOCA等）およびEX-ICに非対応であり、これらの乗車券により博多南線の区間を乗車することはできない（EX-ICで新幹線に乗車し博多南駅で下車した場合、東海道・山陽・九州新幹線の各駅で精算証明を持参し出場処理を行うまで、EX-ICカード等は利用できない）。
また、博多南線 - 他のJR在来線間の乗換時に、他の在来線でICカード乗車券を利用する場合は、いったん改札外に出て各々の通常改札を利用する必要がある。SUGOCA等のエリア内 - エリア外相互間の利用と同様になるため、博多南駅と目的地駅間の磁気乗車券・定期券を使用しないと、博多駅の新在乗換改札は通過できない（有人改札はあくまでも誤認による使用の特例精算扱いであり、常用は認められない）。

### グリーン車の運用と利用時扱い
半室グリーン車が連結されているN700系で運行する列車においてグリーン車を利用する場合、運賃・特定特急料金に加え、特急・急行列車用グリーン料金が必要となる。当該列車のグリーン券は当該列車車内と博多駅・博多南駅のみどりの窓口で発売し、指定席の座席指定運用はされていない。また本路線のグリーン券はマルス発券ができないため、博多駅・博多南駅で発売する場合でも手書きの料金補充券による発券となる。
2011年3月12日のダイヤ改正で博多南線でのN700系運用が開始された当初は当該列車の車内でのみグリーン券を発売していたが、2011年11月30日から新たに2往復が設定されたときに博多駅・博多南駅のみどりの窓口でもグリーン券を発売するようになっている。

## データ

### 路線データ
- 管轄（事業種別）：西日本旅客鉄道（第一種鉄道事業者）
- 路線距離（営業キロ）：8.5 km
- 軌間：1,435 mm（標準軌）
- 駅数：2（起点駅含む）
  - 博多南線所属駅は博多南駅のみ。博多駅は在来線としては鹿児島本線所属で、JR西日本の駅としても山陽新幹線の駅として計上される[21]。
- 複線区間：全線（ただし博多南駅ホームに面する線路は1線のみ）
- 電化区間：全線（交流25,000 V・60 Hz、架空電車線方式）
- 最高速度：120 km/h
- 閉塞方式：車内信号閉塞式
- 保安装置：ATC-NS、車内信号式
- 運転指令所：東京新幹線総合指令所

全線で山陽新幹線統括本部が列車運行・線路設備管理を、中国統括本部が駅運転・営業業務を管轄している。

### 利用状況
各年度の平均通過人員（人/日）は以下のとおりである。
| 年度                   | 平均通過人員（人/日） | 出典            |
| 年度                   | 博多 - 博多南         | 出典            |
| ---------------------- | --------------------- | --------------- |
| 2013年度（平成25年度） | 13,322                | [ 利用状況 1 ]  |
| 2014年度（平成26年度） | 13,645                | [ 利用状況 2 ]  |
| 2015年度（平成27年度） | 14,063                | [ 利用状況 3 ]  |
| 2016年度（平成28年度） | 14,680                | [ 利用状況 4 ]  |
| 2017年度（平成29年度） | 15,289                | [ 利用状況 5 ]  |
| 2018年度（平成30年度） | 15,738                | [ 利用状況 6 ]  |
| 2019年度（令和元年度） | 16,197                | [ 利用状況 7 ]  |
| 2020年度（令和02年度） | 12,891                | [ 利用状況 8 ]  |
| 2021年度（令和03年度） | 13,701                | [ 利用状況 9 ]  |
| 2022年度（令和04年度） | 14,676                | [ 利用状況 10 ] |
| 2023年度（令和05年度） | 15,643                | [ 利用状況 11 ] |

## 駅一覧
- ：特定都区市内「福岡市内」の駅
- 両駅とも福岡県内に所在。

| 駅名     | 営業キロ | 接続路線 | 所在地        |
| -------- | -------- | --- | ------------- |
| 博多駅   | 0.0      | 西日本旅客鉄道： 山陽新幹線 九州旅客鉄道： 九州新幹線・ 鹿児島本線・ 篠栗線（福北ゆたか線）（00） 福岡市交通局： 空港線（K11）・ 七隈線（N18） | 福岡市 博多区 |
| 博多南駅 | 8.5      | | 春日市        |